# Trachemys decorata
Trachemys decorata hay rùa bụng vàng là một loài rùa thuộc họ Emydidae, sinh sống tại Haiti và Cộng hòa Dominica. Đây là một loài rùa nước ngọt. Loài rùa này không nằm trong danh sách nguy cấp, nhưng được coi là dễ bị tổn thương.chúng có ngoại hình tương tự như rùa tai đỏ, nhưng chúng khác với rùa tai đỏ ở phần yếm có màu vàng đậm, chúng không có hai vạch đỏ như rùa tai đỏ 

## Chế độ ăn
Chúng ăn côn trùng, cá, và thực vật; trong điều kiện nuôi nhốt, chúng ăn tất cả những gì chúng ăn ngoài tự nhiên, cùng với thức ăn viên, cà rốt, cà chua, và rau chân vịt.

## Bề ngoài
Không như rùa tai đỏ, chúng không có vạch đỏ trên đầu. Chúng có những sọc sáng và tối màu xen kẻ trên cổ, chân, và đuôi. Mai trên màu nâu sậm, còn mai dưới màu vàng.